# 코렐 페인터
코렐 페인터(Corel Painter)는 래스터 그래픽스 방식을 사용하는 코렐의 디지털 그래픽 소프트웨어로, 전통적인 미술 재료에 가장 근접한 느낌을 구현하는 것에 중점을 두고 있다. 현재 어도비 포토샵과 함께 실무에서 가장 많이 사용되고 있는 프로그램 중 하나이다.
코렐 페인터의 특징으로는 30여개의 브러시 카테고리와 이에 속하는 기타 관련 브러시의 다양한 종류에 있다. 그래픽 태블릿을 병용하면 프로그램의 기능을 좀 더 수월하게 사용할 수 있으며, 각각의 브러시들을 사용자의 취향에 맞게 자유롭게 조절해 쓸 수 있다는 것이 강점이다.